# Uroplatus phantasticus
Uroplatus phantasticus är en ödleart som beskrevs av  George Albert Boulenger 1888. Uroplatus phantasticus ingår i släktet Uroplatus och familjen geckoödlor. IUCN kategoriserar arten globalt som livskraftig. Inga underarter finns listade i Catalogue of Life.

## Bildgalleri

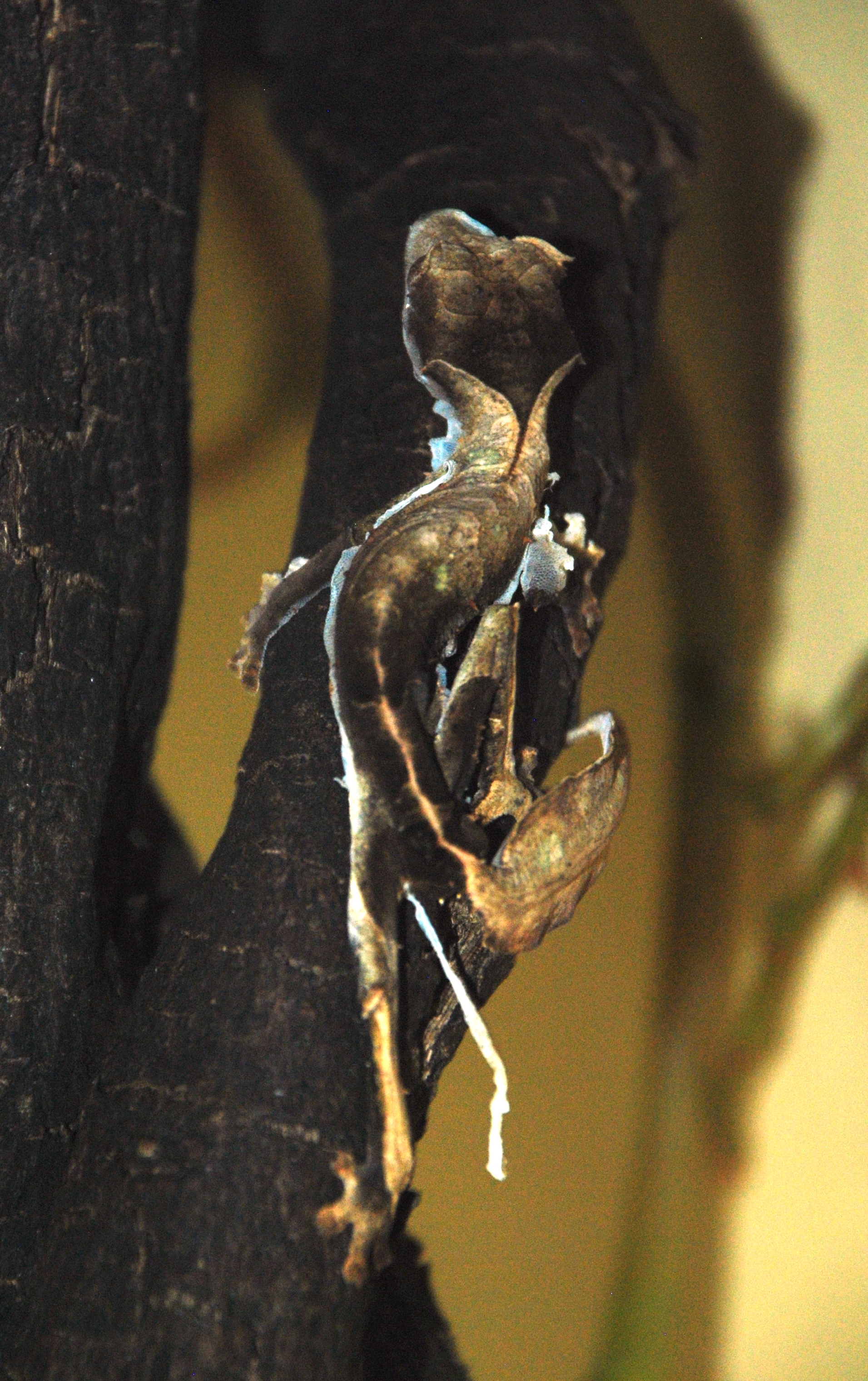
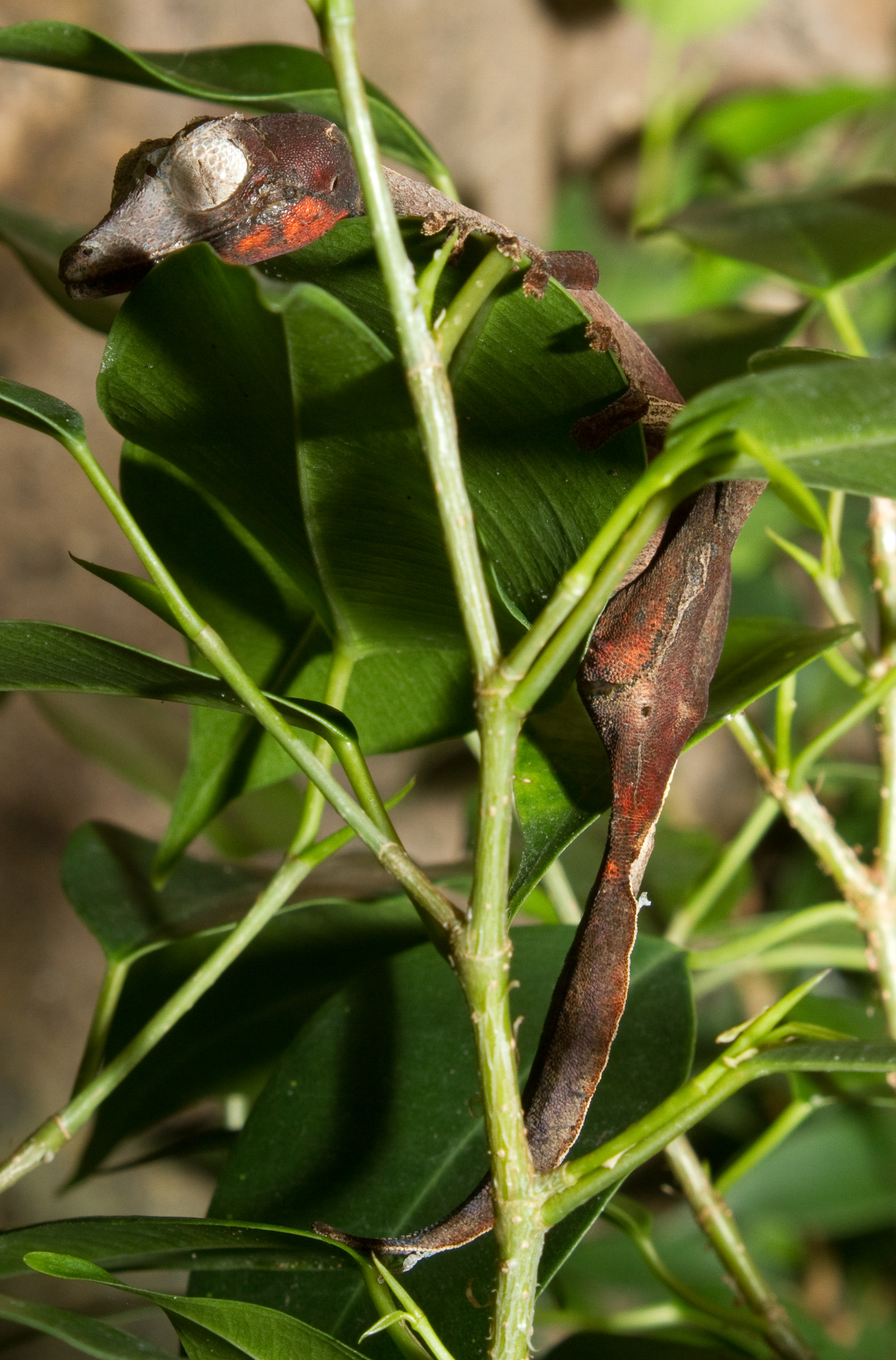
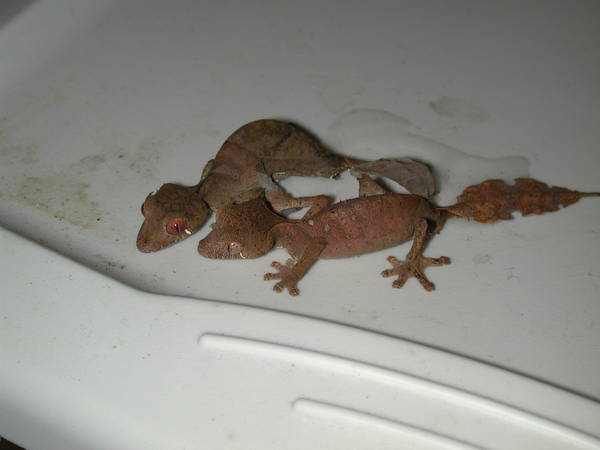
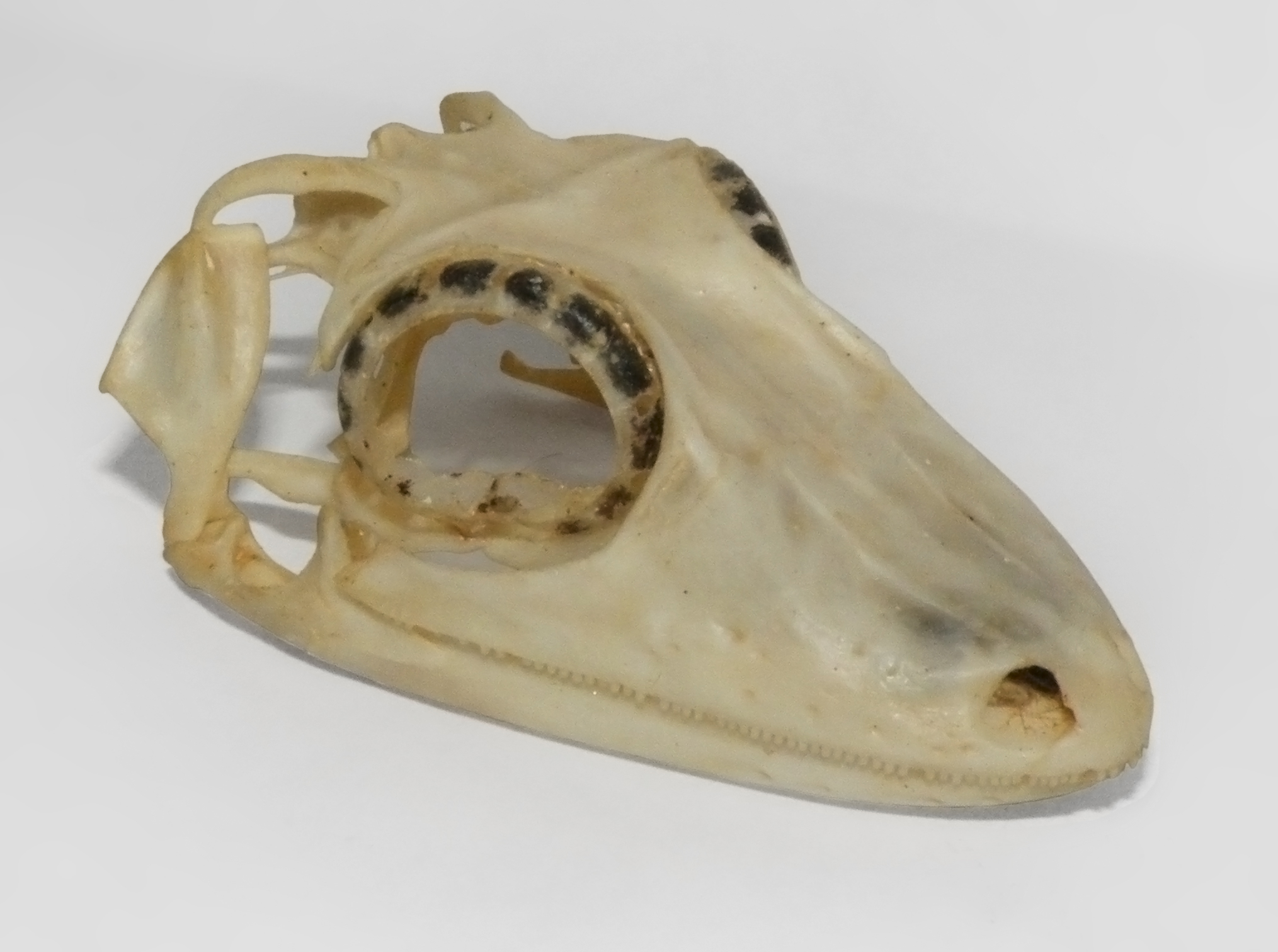
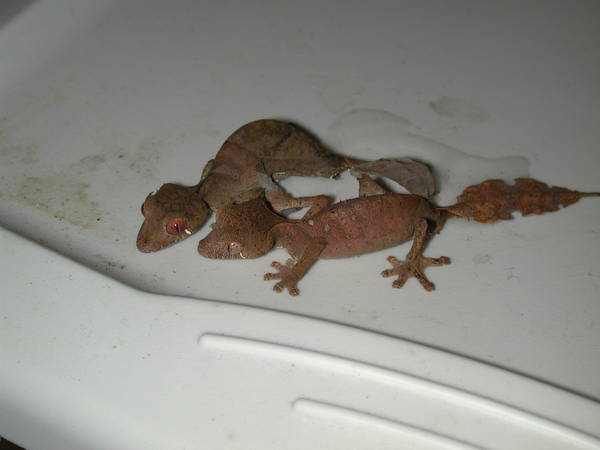